# Conacul familiei Ralli (Iurceni)
Conacul familiei Ralli este o clădire amplasată în Iurceni, raionul Nisporeni, Republica Moldova. Este un monument istoric și arhitectural de importanță națională inclus în Registrul monumentelor Republicii Moldova ocrotite de stat cu nr. 903 (raionul Nisporeni). Datează din jum. II a sec. XIX.